# UFC on Fox: dos Anjos vs. Cerrone II
UFC on Fox: dos Anjos vs. Cerrone II foi evento de artes marciais mistas promovido pelo Ultimate Fighting Championship, que ocorreu dia 19 de dezembro de 2015 no Amway Center em Orlando, Flórida, nos Estados Unidos..

## Background
A luta principal foi a luta pelo Cinturão Peso Leve do UFC entre o atual campeão Rafael dos Anjos e o desafiante Donald Cerrone, a luta foi uma revanche da luta ocorrida em 2013, onde dos Anjos venceu por decisão unânime.

## Card Oficial
Nota 1 Pelo Cinturão Peso-Leve do UFC

## Bônus da Noite
Os lutadores receberam $50.000 de bônus
- Luta da Noite:  Michael Johnson vs.  Nate Diaz
- Performance da Noite:  Rafael dos Anjos e  Vicente Luque